# Liste der Einträge im National Register of Historic Places im Shelby County (Tennessee)

Lage des Shelby Countys in Tennessee

Die Liste der Einträge im National Register of Historic Places im Shelby County in Tennessee führt die Bauwerke und historischen Stätten im Shelby County auf, die in das National Register of Historic Places aufgenommen wurden.

## Derzeitige Einträge
| [ 2 ] | Name                                                        | Bild                                                        | Eintragsdatum                           | Lage | Ort          | Beschreibung |
| ----- | ----------------------------------------------------------- | ----------------------------------------------------------- | --------------------------------------- | --- | ------------ | --- |
| 1     | Adams Avenue Historic District                              | Adams Avenue Historic District                              | 1980 ID-Nr. 80004481                    | Adams Avenue und Washington Avenue 35° 8′ 54″ N, 90° 2′ 59″ W | Memphis      | |
| 2     | Walter Granville Allen House                                |                                                             | 1990 ID-Nr. 90000320                    | 8504 Macon Road 35° 9′ 22″ N, 89° 46′ 44″ W | Cordova      | |
| 3     | Anderson-Coward House                                       | Anderson-Coward House                                       | 1986 ID-Nr. 86000404                    | 919 Coward Pl. 35° 7′ 50″ N, 90° 1′ 53″ W | Memphis      | |
| 4     | Annesdale                                                   | Annesdale                                                   | 1980 ID-Nr. 80003856                    | 1325 Lamar Avenue 35° 7′ 30″ N, 90° 1′ 3″ W | Memphis      | |
| 5     | Annesdale Park Historic District                            | Annesdale Park Historic District                            | 1978 ID-Nr. 78002630                    | Abgegrenzt durch Peabody Avenue, Goodbar Avenue, Cleveland Street und Rosenstein Pl. 35° 7′ 49″ N, 90° 1′ 9″ W                                                                            | Memphis      | |
| 6     | Annesdale-Snowden Historic District                         |                                                             | 1979 ID-Nr. 79002460                    | Abgegrenzt durch Interstate 240, Lamar Avenue und Heistan Pl. 35° 7′ 33″ N, 90° 1′ 40″ W                                                                                                  | Memphis      | |
| 7     | Arlington Historic District                                 |                                                             | 1982 ID-Nr. 82004038                    | Abgegrenzt durch Brown Street, Campbell Street, Chester Street, Quintard Street, Greenlee Street und Walker Street 35° 17′ 37″ N, 89° 39′ 44″ W                                           | Arlington    | |
| 8     | Ashlar Hall                                                 | Ashlar Hall                                                 | 1983 ID-Nr. 83003061                    | 1397 Central Avenue 35° 7′ 34″ N, 90° 0′ 57″ W | Memphis      | |
| 9     | John Alexander Austin House                                 | John Alexander Austin House                                 | 1984 ID-Nr. 84003684                    | 290 South Front Street 35° 8′ 19″ N, 90° 3′ 26″ W | Memphis      | |
| 10    | Bank of Commerce and Trust Company Building                 | Bank of Commerce and Trust Company Building                 | 1980 ID-Nr. 80003857                    | 45 South 2nd Street 35° 8′ 36″ N, 90° 3′ 8″ W | Memphis      | |
| 11    | Pauline Cheek Barton House                                  | Pauline Cheek Barton House                                  | 1995 ID-Nr. 95001069                    | 6562 Green Shadows Lane 35° 5′ 24″ N, 89° 50′ 42″ W | Memphis      | |
| 12    | Beale Street Historic District                              | Beale Street Historic District                              | 1966 ID-Nr. 66000731                    | Beale Street zwischen 2nd Street und 4th Street 35° 8′ 23″ N, 90° 3′ 5″ W | Memphis      | |
| 13    | Boyce-Gregg House                                           | Boyce-Gregg House                                           | 1979 ID-Nr. 79002462                    | 317 South Highland Street 35° 7′ 22″ N, 89° 56′ 45″ W | Memphis      | |
| 14    | Bradford-Maydwell House                                     | Bradford-Maydwell House                                     | 1979 ID-Nr. 79002463                    | 648 Poplar Avenue 35° 8′ 48″ N, 90° 2′ 17″ W | Memphis      | |
| 15    | John Willard Brister Library                                | John Willard Brister Library                                | 1980 ID-Nr. 80003858                    | Campus der Memphis State University 35° 7′ 5″ N, 89° 56′ 24″ W | Memphis      | |
| 16    | Wilks Brooks House                                          | Wilks Brooks House                                          | 1980 ID-Nr. 80003859                    | 2000 Old Oak Drive 35° 6′ 12″ N, 89° 50′ 52″ W | Memphis      | |
| 17    | Calvary Episcopal Church and Parish House                   | Calvary Episcopal Church and Parish House                   | 1982 ID-Nr. 82004039                    | 102 North 2nd Street 35° 8′ 50″ N, 90° 3′ 0″ W | Memphis      | |
| 18    | Joseph A. Campbell House                                    |                                                             | 1991 ID-Nr. 91000314                    | 215 South Street 35° 2′ 21″ N, 89° 39′ 58″ W | Collierville | Teil der Collierville MPS |
| 19    | Capleville Methodist Church                                 |                                                             | 1979 ID-Nr. 79002459                    | 5053 Shelby Drive 35° 1′ 12″ N, 89° 53′ 43″ W | Capleville   | |
| 20    | Capt. Harris House                                          | Capt. Harris House                                          | 1979 ID-Nr. 79002464                    | 2106 Young Street 35° 7′ 10″ N, 89° 59′ 30″ W | Memphis      | |
| 21    | Robert M. Carrier House                                     | Robert M. Carrier House                                     | 1980 ID-Nr. 80003860                    | 642 South Willett Street 35° 7′ 43″ N, 90° 0′ 35″ W | Memphis      | |
| 22    | Central Gardens Historic District                           | Central Gardens Historic District                           | 1982 ID-Nr. 82004040                    | Abgegrenzt durch Rembert Street, York Avenue, Cleveland Avenue und Eastmoreland Avesnue 35° 7′ 47″ N, 90° 0′ 24″ W                                                                        | Memphis      | |
| 23    | Central High School                                         | Central High School                                         | 1982 ID-Nr. 82004041                    | 306 South Bellevue Boulevard 35° 8′ 1″ N, 90° 1′ 11″ W | Memphis      | Teil der MPS Public Schools of Memphis 1902-1915 |
| 24    | Chickasaw Heritage Park                                     | Chickasaw Heritage Park                                     | 1997 ID-Nr. 97001441                    | Riverside Boulevard Ecke Ornamental Metal Museum Drive 35° 7′ 21″ N, 90° 4′ 28″ W | Memphis      | |
| 25    | Chucalissa Indian Village                                   | Chucalissa Indian Village                                   | 1973 ID-Nr. 73001830                    | Mitchell Road 35° 3′ 45″ N, 90° 7′ 44″ W | Memphis      | |
| 26    | Cornelius Lawrence Clancy House                             |                                                             | 1983 ID-Nr. 83004294                    | 911 Kerr Avenue 35° 6′ 23″ N, 90° 1′ 57″ W | Memphis      | |
| 27    | Collierville Historic District                              | Collierville Historic District                              | 1990 ID-Nr. 90000305                    | Roughly N. and S. Rowlett, Poplar, and Walnut Sts. 35° 2′ 35″ N, 89° 40′ 2″ W | Collierville | Teil der Collierville MPS |
| 28    | Collins Chapel CME Church and Site                          | Collins Chapel CME Church and Site                          | 1991 ID-Nr. 91000307                    | 678 Washington Avenue 35° 8′ 44″ N, 90° 2′ 17″ W | Memphis      | |
| 29    | Columbian Mutual Tower                                      | Columbian Mutual Tower                                      | 1978 ID-Nr. 78002631                    | 60 North Main Street 35° 8′ 48″ N, 90° 3′ 6″ W | Memphis      | |
| 30    | Cooper-Young Historic District                              | Cooper-Young Historic District                              | 1989 ID-Nr. 89000508                    | Abgegrenzt durch die Gleise der früheren Louisville and Nashville Railroad, den East Parkway, die Southern Aveneue und den South McLean Boulevard 35° 7′ 13″ N, 89° 59′ 32″ W             | Memphis      | |
| 31    | Cordova School                                              | Cordova School                                              | 1995 ID-Nr. 95000932                    | 1017 Sanga Road 35° 9′ 11″ N, 89° 46′ 18″ W | Memphis      | |
| 32    | Cotton Row Historic District                                | Cotton Row Historic District                                | 1979 ID-Nr. 79002467                    | South Front Street zwischen Monroe Avenue und Gayoso Avenue 35° 8′ 26″ N, 90° 3′ 21″ W | Memphis      | |
| 33    | Court Square Historic District                              | Court Square Historic District                              | 1982 ID-Nr. 82004042                    | Abgegrenzt durch Riverside Drive, North 2nd Street, Madison Avenue und Jefferson Avenue 35° 8′ 46″ N, 90° 3′ 9″ W                                                                         | Memphis      | |
| 34    | Crisscross Lodge                                            | Crisscross Lodge                                            | 1989 ID-Nr. 88002627                    | 10056 Poplar Avenue 35° 3′ 2″ N, 89° 43′ 41″ W | Collierville | |
| 35    | E.H. Crump House                                            | E.H. Crump House                                            | 1979 ID-Nr. 79002465                    | 1962 Peabody Avenue 35° 7′ 55″ N, 89° 59′ 45″ W | Memphis      | |
| 36    | Rowland J. Darnell House                                    | Rowland J. Darnell House                                    | 1979 ID-Nr. 79002466                    | 1433 Union Avenue 35° 8′ 10″ N, 90° 0′ 49″ W | Memphis      | |
| 37    | Davies Manor                                                | Davies Manor                                                | 1975 ID-Nr. 75001787                    | 9336 Davies Plantation Road 35° 13′ 13″ N, 89° 45′ 4″ W | Memphis      | |
| 38    | Delmar-Lema Historic District                               | Delmar-Lema Historic District                               | 1998 ID-Nr. 98000242                    | 1044-1066 Delmar Avenue, 1044–1060 und 1041-1061 Lemar Pl. 35° 8′ 54″ N, 90° 1′ 31″ W | Memphis      | |
| 39    | Dermon Building                                             | Dermon Building                                             | 1984 ID-Nr. 84003688                    | 46 North 3rd Street 35° 8′ 44″ N, 90° 2′ 58″ W | Memphis      | |
| 40    | Dixie Greyhound Bus Lines Complex                           | Dixie Greyhound Bus Lines Complex                           | 2003 ID-Nr. 03001193                    | 525 North Main Street 35° 9′ 31″ N, 90° 2′ 53″ W | Memphis      | |
| 41    | Douglass High School                                        |                                                             | 2007 ID-Nr. 98000241                    | 3200 Mount Olive Road 35° 10′ 32″ N, 89° 57′ 6″ W | Memphis      | |
| 42    | Jack Dudney House                                           |                                                             | 1991 ID-Nr. 91000315                    | 90 West Poplar Avenue 35° 2′ 45″ N, 89° 39′ 55″ W | Collierville | Teil der Collierville MPS |
| 43    | East Buntyn Historic District                               |                                                             | 1995 ID-Nr. 95001332                    | Abgegrenzt durch Central Avenue, Southern Avenue, Ellsworth Street und Greer Street 35° 7′ 11″ N, 89° 57′ 9″ W                                                                            | Memphis      | |
| 44    | Elam Homestead                                              | Elam Homestead                                              | 1980 ID-Nr. 80003861                    | 1428 Fox Street 35° 5′ 33″ N, 89° 57′ 5″ W | Memphis      | |
| 45    | William C. Ellis and Sons Ironworks and Machine Shop        | William C. Ellis and Sons Ironworks and Machine Shop        | 1983 ID-Nr. 83003062                    | 231-245 South Front Street 35° 8′ 24″ N, 90° 3′ 25″ W | Memphis      | |
| 46    | Elmwood Cemetery                                            | Elmwood Cemetery                                            | 2002 ID-Nr. 02000233 78002632; 02000233 | 824 Dudley Street 35° 7′ 27,5″ N, 90° 1′ 46,1″ W | Memphis      | |
| 47    | Elmwood Cemetery Office and Entrance Bridge                 | Elmwood Cemetery Office and Entrance Bridge                 | 1978 ID-Nr. 02000233 78002632; 02000233 | 824 South Dudley Street 35° 7′ 27″ N, 90° 1′ 45″ W | Memphis      | |
| 48    | Evergreen Historic District                                 | Evergreen Historic District                                 | 1985 ID-Nr. 85000080                    | Abgegrenzt durch North Parkway, Kenilworth Street, Watkins Street und Court Avenue 35° 8′ 41″ N, 90° 0′ 43″ W                                                                             | Memphis      | |
| 49    | Fairview Junior High School                                 | Fairview Junior High School                                 | 1990 ID-Nr. 90001571                    | 750 East Parkway South 35° 7′ 30″ N, 89° 58′ 55″ W | Memphis      | |
| 50    | First Baptist Church                                        | First Baptist Church                                        | 2005 ID-Nr. 05000182                    | 538 Linden Avenue 35° 8′ 19″ N, 90° 2′ 38″ W | Memphis      | Teil der MPS Religious Resources of Memphis |
| 51    | First Baptist Church                                        | First Baptist Church                                        | 1971 ID-Nr. 71000833                    | 379 Beale Avenue 35° 8′ 19″ N, 90° 2′ 54″ W | Memphis      | |
| 52    | First Colored Baptist Church                                | First Colored Baptist Church                                | 2000 ID-Nr. 00000807                    | 682 South Lauderdale Street 35° 7′ 43″ N, 90° 2′ 37″ W | Memphis      | |
| 53    | First Congregational Church and Parish House                | First Congregational Church and Parish House                | 1980 ID-Nr. 80003862                    | 234 South Watkins Street 35° 8′ 7″ N, 90° 0′ 54″ W | Memphis      | |
| 54    | First Presbyterian Church                                   | First Presbyterian Church                                   | 2005 ID-Nr. 05000183                    | 166 Poplar Avenue 35° 9′ 6″ N, 90° 2′ 55″ W | Memphis      | Teil der MPS Religious Resources of Memphis |
| 55    | John M. Fleming Home Place                                  | John M. Fleming Home Place                                  | 1990 ID-Nr. 90001763                    | 1545 South Byhalia Road 35° 0′ 9″ N, 89° 41′ 51″ W | Collierville | |
| 56    | Forrest Park Historic District                              | Forrest Park Historic District                              | 2009 ID-Nr. 09000118                    | South Manassas Street und Union Avenue 35° 8′ 22,3″ N, 90° 2′ 5,1″ W | Memphis      | |
| 57    | Fountain Court Historic District                            | Fountain Court Historic District                            | 1998 ID-Nr. 98001531                    | 1155-1229 Fountain Court 35° 6′ 59″ N, 90° 2′ 2″ W | Memphis      | Teil der Memphis MPS |
| 58    | Fowlkes-Boyle House                                         | Fowlkes-Boyle House                                         | 1974 ID-Nr. 74001928                    | 208 Adams Avenue 35° 8′ 49″ N, 90° 2′ 50″ W | Memphis      | |
| 59    | Galloway-Speedway Historic District                         |                                                             | 2004 ID-Nr. 04000766                    | Abgegrenzt durch North Parkway, Faxon Avenue, Greenlaw Avenue, Galloway Avenue und Forrest Avenue 35° 9′ 25″ N, 90° 1′ 37″ W                                                              | Memphis      | Teil der Memphis MPS |
| 60    | Gaston Park Historic District                               | Gaston Park Historic District                               | 1989 ID-Nr. 89000521                    | 1046 South 3rd Street 35° 7′ 9″ N, 90° 3′ 15″ W | Memphis      | Teil der MPS Memphis Park and the Parkway System |
| 61    | Gayoso-Peabody Historic District                            |                                                             | 7. Mai 1980 ID-Nr. 80003863             | Entlang der South Main Street zwischen McCall Pl. und Monroe Avenue 35° 8′ 31″ N, 90° 3′ 11″ W                                                                                            | Memphis      | |
| 62    | Germantown Baptist Church                                   | Germantown Baptist Church                                   | 1975 ID-Nr. 75001786                    | 2216 Germantown Road 35° 5′ 4″ N, 89° 48′ 38″ W | Germantown   | |
| 63    | Germantown Redoubt                                          | Germantown Redoubt                                          | 1991 ID-Nr. 91000623                    | Honey Tree Drive südlich der Kreuzung Poplar Pike 35° 4′ 25″ N, 89° 47′ 37″ W | Germantown   | |
| 64    | Glenview Historic District                                  | Glenview Historic District                                  | 1999 ID-Nr. 99001244                    | Abgegrenzt durch die Gleise der früheren Southern Railway, Lamar Avenue, South Parkway East und die Gleise der früheren St. Louis – San Francisco Railway 35° 6′ 24,1″ N, 89° 59′ 57,7″ W | Memphis      | Teil der MPS Residential Resources of Memphis |
| 65    | Goodwinslow                                                 |                                                             | 1979 ID-Nr. 79002482                    | 4066 James Road 35° 12′ 35″ N, 89° 55′ 35″ W | Memphis      | |
| 66    | Goodwyn Street Historic District                            |                                                             | 1990 ID-Nr. 90000302                    | Goodwyn Street zwischen Central Avenue und Southern Avenue 35° 7′ 11″ N, 89° 57′ 45″ W | Memphis      | |
| 67    | Nicholas Gotten House                                       | Nicholas Gotten House                                       | 2002 ID-Nr. 02000236                    | 2969 Court Street 35° 12′ 23″ N, 89° 52′ 26″ W | Bartlett     | |
| 68    | Grace Episcopal Church                                      | Grace Episcopal Church                                      | 2005 ID-Nr. 05000184                    | 555 Vance Avenue 35° 8′ 10″ N, 90° 2′ 38″ W | Memphis      | Teil der MPS Religious Resources of Memphis |
| 69    | Graceland                                                   | Graceland                                                   | 1991 ID-Nr. 91001585                    | 3764 Elvis Presley Boulevard 35° 2′ 45″ N, 90° 1′ 22″ W | Memphis      | |
| 70    | Green Meadows-Poplar Glen Historic District                 |                                                             | 2003 ID-Nr. 03000304                    | Abgegrenzt durch Union Avenue Extension, Patricia Drive, Madison Avenue, Ashlawn Road, Ashlawn Cove und Alicia Drive 35° 8′ 9″ N, 89° 58′ 44″ W                                           | Memphis      | |
| 71    | Greenlaw Addition Historic District                         | Greenlaw Addition Historic District                         | 1984 ID-Nr. 84003704                    | Abgegrenzt durch Bethel Street, Thomas Street, 7th Street, Auction Street and 2nd Street 35° 9′ 34″ N, 90° 2′ 30″ W                                                                       | Memphis      | |
| 72    | Greenlevel                                                  |                                                             | 1987 ID-Nr. 87000397                    | 853 Collierville-Arlington Road South 35° 6′ 6″ N, 89° 39′ 33″ W | Collierville | |
| 73    | Greenstone Apartments                                       |                                                             | 1980 ID-Nr. 80003864                    | 1116-1118 Poplar Avenue und 200 Waldran Boulevard 35° 8′ 41″ N, 90° 1′ 23″ W | Memphis      | |
| 74    | Greenwood                                                   | Greenwood                                                   | 1979 ID-Nr. 79002468                    | 1560 Central Avenue 35° 7′ 36″ N, 90° 0′ 36″ W | Memphis      | |
| 75    | Hein Park Historic District                                 |                                                             | 1988 ID-Nr. 88002613                    | Abgegrenzt durch Charles Pl., Jackson Avenue, Trezevant Street und North Parkway Drive 35° 9′ 17″ N, 89° 59′ 0″ W                                                                         | Memphis      | |
| 76    | High Point Terrace Historic District                        | High Point Terrace Historic District                        | 2002 ID-Nr. 02001513                    | Abgegrenzt durch Highland Street, Eastland Street, Swan Ridge Circle, Walnut Grove und Sam Cooper Street 35° 8′ 23″ N, 89° 56′ 18″ W                                                      | Memphis      | Teil der MPS Residential Resources of Memphis |
| 77    | Hotel Claridge                                              | Hotel Claridge                                              | 1982 ID-Nr. 82004045                    | 109 North Main Street 35° 8′ 52″ N, 90° 3′ 6″ W | Memphis      | |
| 78    | J.W. Houston House                                          | J.W. Houston House                                          | 1991 ID-Nr. 91000313                    | 259 South Center Street 35° 2′ 15″ N, 89° 39′ 58″ W | Collierville | Teil der Collierville MPS |
| 79    | L.C. Humes High School                                      | L.C. Humes High School                                      | 2004 ID-Nr. 98000368                    | 659 North Manassas 35° 9′ 23″ N, 90° 1′ 49″ W | Memphis      | Teil der MPS Public Schools of Memphis 1902-1915 |
| 80    | Hunt-Phelan House                                           | Hunt-Phelan House                                           | 1971 ID-Nr. 71000834                    | 533 Beale Avenue 35° 8′ 15″ N, 90° 2′ 38″ W | Memphis      | |
| 81    | Idlewild Historic District                                  |                                                             | 1999 ID-Nr. 99000278                    | Abgegrenzt durch South Cooper Street, Linden Avenue, Rembert Street und Central Avenue 35° 7′ 47″ N, 89° 59′ 35″ W                                                                        | Memphis      | Teil der Residential Resources of Memphis MPS |
| 82    | Idlewild Presbyterian Church                                | Idlewild Presbyterian Church                                | 2009 ID-Nr. 09000539                    | 1750 Union Avenue 35° 8′ 9,2″ N, 90° 0′ 11,5″ W | Memphis      | Teil der Memphis MPS |
| 83    | The Knickerbocker Apartments                                | The Knickerbocker Apartments                                | 2007 ID-Nr. 07001165                    | 23-25 South McLean Boulevard 35° 8′ 13″ N, 89° 59′ 59″ W | Memphis      | |
| 84    | Lauderdale Courts Public Housing Project                    | Lauderdale Courts Public Housing Project                    | 1996 ID-Nr. 96000819                    | Danny Thomas Boulevard, Alabama Avenue, Exchange Avenue, 3rd Street und Winchester Street 35° 9′ 3″ N, 90° 2′ 41″ W                                                                       | Memphis      | Teil der Public Housing Projects in Memphis MPS |
| 85    | Lee and Fontaine Houses of the James Lee Memorial           | Lee and Fontaine Houses of the James Lee Memorial           | 1971 ID-Nr. 71000835                    | 680-690 Adams Avenue 35° 8′ 38″ N, 90° 2′ 7″ W | Memphis      | |
| 86    | James Lee House                                             | James Lee House                                             | 1978 ID-Nr. 78002633                    | 239 Adams Avenue 35° 8′ 49″ N, 90° 2′ 51″ W | Memphis      | |
| 87    | Lt. George W. Lee House                                     | Lt. George W. Lee House                                     | 1994 ID-Nr. 94000372                    | 563 Stephens Pl. 35° 7′ 14″ N, 90° 2′ 36″ W | Memphis      | |
| 88    | LeMoyne College Historic District                           |                                                             | 2005 ID-Nr. 05001215                    | Abgegrenzt durch Walker Street, Hollis Price Street, Crown Street 35° 7′ 15″ N, 90° 2′ 5″ W                                                                                               | Memphis      | |
| 89    | LeMoyne Gardens Public Housing Project                      |                                                             | 1996 ID-Nr. 96000820                    | Walker Street, Porter Street, Provine Street und Neptune Street 35° 7′ 18″ N, 90° 2′ 4″ W                                                                                                 | Memphis      | Teil der Public Housing Projects in Memphis MPS |
| 90    | Lenox School                                                | Lenox School                                                | 1981 ID-Nr. 81000579                    | 519 South Edgewood Avenue 35° 7′ 53″ N, 89° 59′ 12″ W | Memphis      | |
| 91    | George Collins Love House                                   | George Collins Love House                                   | 1979 ID-Nr. 79002472                    | 619 North 7th Street 35° 9′ 33″ N, 90° 2′ 22″ W | Memphis      | |
| 92    | Lowenstein House                                            | Lowenstein House                                            | 1979 ID-Nr. 79002473                    | 756 Jefferson Avenue 35° 8′ 34″ N, 90° 2′ 7″ W | Memphis      | |
| 93    | Abraham Lowenstein House                                    |                                                             | 1984 ID-Nr. 84003705                    | 217 North Waldran Boulevard 35° 8′ 44″ N, 90° 1′ 26″ W | Memphis      | |
| 94    | B. Lowenstein & Brothers Building                           | B. Lowenstein & Brothers Building                           | 1983 ID-Nr. 83003063                    | 27 South Main Street 35° 8′ 39″ N, 90° 3′ 11″ W | Memphis      | |
| 95    | Madison-Monroe Historic District                            | Madison-Monroe Historic District                            | 1983 ID-Nr. 83003064                    | Abgegrenzt durch Madison Avenue, Monroe Avenue, Main Street und 2nd Street 35° 8′ 38″ N, 90° 3′ 9″ W                                                                                      | Memphis      | |
| 96    | Magevney House                                              | Magevney House                                              | 1973 ID-Nr. 73001831                    | 198 Adams Avenue 35° 8′ 50″ N, 90° 2′ 53″ W | Memphis      | |
| 97    | Martin Memorial Temple CME Church                           | Martin Memorial Temple CME Church                           | 2002 ID-Nr. 02001379                    | 65 South Parkway West 35° 6′ 27″ N, 90° 3′ 51″ W | Memphis      | |
| 98    | Mason Temple, Church of God in Christ                       | Mason Temple, Church of God in Christ                       | 1992 ID-Nr. 92000286                    | 958 Mason Street 35° 7′ 18″ N, 90° 2′ 56″ W | Memphis      | |
| 99    | Maxwelton                                                   | Maxwelton                                                   | 1980 ID-Nr. 80003866                    | 3105 Southern Avenue 35° 6′ 53″ N, 89° 57′ 27″ W | Memphis      | |
| 100   | John H. McFadden House                                      |                                                             | 1994 ID-Nr. 94000577                    | 3712 Broadway 35° 13′ 34″ N, 89° 49′ 5″ W | Bartlett     | |
| 101   | John B. McFerrin House                                      | John B. McFerrin House                                      | 1991 ID-Nr. 91000316                    | 156 West Poplar Avenue 35° 2′ 46″ N, 89° 40′ 2″ W | Collierville | Teil der Collierville MPS |
| 102   | Medical Arts Building and Garage                            | Medical Arts Building and Garage                            | 1984 ID-Nr. 84003707                    | 248 Madison Avenue und 11 North 4th Street 35° 8′ 38″ N, 90° 2′ 51″ W | Memphis      | |
| 103   | Melrose School                                              | Melrose School                                              | 2001 ID-Nr. 98000367                    | 843 Dallas Street 35° 6′ 34″ N, 89° 57′ 52″ W | Memphis      | Teil der MPS Public Schools of Memphis 1902-1915 |
| 104   | Memphis Landing                                             | Memphis Landing                                             | 2011 ID-Nr. 11000460                    | Ostufer des Wolf River zwischen Court Avenue und Beale Street 35° 8′ 41,2″ N, 90° 3′ 25,7″ W                                                                                              | Memphis      | |
| 105   | Memphis Merchants Exchange                                  | Memphis Merchants Exchange                                  | 1979 ID-Nr. 79002474                    | 2nd Street und Madison Avenue 35° 8′ 42″ N, 90° 3′ 6″ W | Memphis      | |
| 106   | Memphis National Cemetery                                   | Memphis National Cemetery                                   | 1996 ID-Nr. 96001233                    | 3568 Townes Avenue 35° 10′ 23″ N, 89° 56′ 13″ W | Memphis      | Teil der MPS Civil War Era National Cemeteries |
| 107   | Memphis Parkway System                                      | Memphis Parkway System                                      | 1989 ID-Nr. 89000520                    | South Parkway West, South Parkway East, East Parkway South, East Parkway North, North Parkway 35° 8′ 9″ N, 89° 59′ 0″ W                                                                   | Memphis      | Teil der MPS Memphis Park and the Parkway System |
| 108   | Memphis Pink Palace Museum                                  | Memphis Pink Palace Museum                                  | 1980 ID-Nr. 80003870                    | 3050 Central Avenue 35° 7′ 29″ N, 89° 57′ 37″ W | Memphis      | |
| 109   | Memphis Queen II Floating Vessel                            | Memphis Queen II Floating Vessel                            | 2006 ID-Nr. 06000550                    | Foot of Monroe am Riverside Drive 35° 8′ 46″ N, 90° 3′ 24″ W | Memphis      | |
| 110   | Memphis Trust Building                                      | Memphis Trust Building                                      | 1980 ID-Nr. 80003867                    | 12 South Main Street 35° 8′ 40″ N, 90° 3′ 9″ W | Memphis      | |
| 111   | Mid-South Coliseum                                          | Mid-South Coliseum                                          | 2000 ID-Nr. 00001429                    | 996 Early Maxwell Boulevard 35° 7′ 4″ N, 89° 58′ 51″ W | Memphis      | |
| 112   | William R. Moore Dry Goods Building                         | William R. Moore Dry Goods Building                         | 1982 ID-Nr. 82004049                    | 183 Monroe Avenue 35° 8′ 34″ N, 90° 3′ 1″ W | Memphis      | |
| 113   | Mosby-Bennett House                                         | Mosby-Bennett House                                         | 1980 ID-Nr. 80003868                    | 626 Poplar Pike 35° 6′ 5″ N, 89° 51′ 17″ W | Memphis      | |
| 114   | Mt. Airy                                                    |                                                             | 2002 ID-Nr. 02000011                    | 10700 Latting Road 35° 10′ 50″ N, 89° 42′ 1″ W | Cordova      | |
| 115   | National Cotton Council Building                            | National Cotton Council Building                            | 2012 ID-Nr. 12000441                    | 1918 North Parkway 35° 9′ 10″ N, 89° 59′ 41,2″ W | Memphis      | |
| 116   | Nelson-Kirby House                                          |                                                             | 1986 ID-Nr. 86002913                    | 6792 Poplar Pike 35° 5′ 48″ N, 89° 50′ 10″ W | Germantown   | |
| 117   | Joseph Newburger House                                      | Joseph Newburger House                                      | 1982 ID-Nr. 82004050                    | 168 East Parkway South 35° 7′ 58″ N, 89° 58′ 58″ W | Memphis      | |
| 118   | Normal Station Historic District                            |                                                             | 2005 ID-Nr. 05000866                    | Abgegrenzt durch Highland Street, Goodlett Street, die Gleise der früheren Southern Railway 35° 5′ 49″ N, 89° 55′ 57″ W                                                                   | Memphis      | Teil der Memphis MPS |
| 119   | Orpheum Theatre                                             | Orpheum Theatre                                             | 1977 ID-Nr. 77001289                    | 197 South Main Street 35° 8′ 23″ N, 90° 3′ 18″ W | Memphis      | |
| 120   | Overton Park Historic District                              | Overton Park Historic District                              | 1979 ID-Nr. 79002475                    | Abgegrenzt durch Poplar Avenue, East Parkway North, North Parkway East und Kenilworth Street 35° 8′ 48″ N, 89° 59′ 21″ W                                                                  | Memphis      | |
| 121   | Overton Parkway Historic District                           |                                                             | 1999 ID-Nr. 99001370                    | Abgegrenzt durch Cooper Street, East Parkway, Poplar Street und Madison Street 35° 8′ 19″ N, 89° 59′ 13″ W                                                                                | Memphis      | Teil der Residential Resources of Memphis MPS |
| 122   | Paisley Hall                                                | Paisley Hall                                                | 1980 ID-Nr. 80003869                    | 1822 Overton Park Avenue 35° 8′ 55″ N, 89° 59′ 54″ W | Memphis      | |
| 123   | Patton-Bejach House                                         | Patton-Bejach House                                         | 1979 ID-Nr. 79002476                    | 1085 Poplar Street 35° 8′ 38″ N, 90° 1′ 25″ W | Memphis      | |
| 124   | Peabody Elementary School (Memphis, Tennessee)              | Peabody Elementary School (Memphis, Tennessee)              | 1982 ID-Nr. 82004051                    | 2086 Young Avenue 35° 7′ 11″ N, 89° 59′ 33″ W | Memphis      | Teil der MPS Public Schools of Memphis 1902-1915 |
| 125   | Peabody Hotel                                               | Peabody Hotel                                               | 1977 ID-Nr. 77001290                    | 149 Union Avenue 35° 8′ 33″ N, 90° 3′ 11″ W | Memphis      | |
| 126   | Pinch-North Main Commercial District                        | Pinch-North Main Commercial District                        | 1979 ID-Nr. 79002477                    | Abgegrenzt durch North Front Street, North 2nd Street, Commerce Avenue und Auction Avenue 35° 9′ 20″ N, 90° 2′ 56″ W                                                                      | Memphis      | 1990 Erweiterung um 122 Jackson Avenue; Referenznummer: 90001637 |
| 127   | Dr. D.T. Porter Building                                    | Dr. D.T. Porter Building                                    | 1977 ID-Nr. 77001291                    | 10 North Main Street 35° 8′ 43″ N, 90° 3′ 8″ W | Memphis      | |
| 128   | Porter-Leath                                                | Porter-Leath                                                | 1979 ID-Nr. 79002471                    | 850 North Manassas Street 35° 9′ 54″ N, 90° 1′ 53″ W | Memphis      | |
| 129   | Elvis Presley House                                         | Elvis Presley House                                         | 2006 ID-Nr. 05001217                    | 1034 Audubon Drive 35° 6′ 19″ N, 89° 55′ 12″ W | Memphis      | Teil der Memphis MPS |
| 130   | Eli Rayner House                                            | Eli Rayner House                                            | 1977 ID-Nr. 77001292                    | 1020 Rayner Street 35° 7′ 6″ N, 90° 0′ 40″ W | Memphis      | |
| 131   | Newton Copeland Richards House                              | Newton Copeland Richards House                              | 1984 ID-Nr. 84003709                    | 975 Peabody Avenue 35° 7′ 57″ N, 90° 1′ 44″ W | Memphis      | |
| 132   | Dr. Christopher M. Roulhac House                            | Dr. Christopher M. Roulhac House                            | 2004 ID-Nr. 04000301                    | 810 McLemore Avenue 35° 7′ 4″ N, 90° 2′ 7″ W | Memphis      | Teil der Memphis MPS |
| 133   | Rozelle Elementary School                                   | Rozelle Elementary School                                   | 1982 ID-Nr. 82004052                    | 993 Roland Street 35° 7′ 8″ N, 90° 0′ 34″ W | Memphis      | Teil der MPS Public Schools of Memphis 1902-1915 |
| 134   | St. Mary’s Cathedral, Chapel, and Diocesan House            | St. Mary’s Cathedral, Chapel, and Diocesan House            | 1979 ID-Nr. 79002480                    | 700, 714, und 692 Poplar Avenue 35° 8′ 47″ N, 90° 2′ 11″ W | Memphis      | |
| 135   | St. Mary’s Catholic Church                                  | St. Mary’s Catholic Church                                  | 1974 ID-Nr. 74001929                    | 155 Market Street 35° 9′ 4″ N, 90° 2′ 52″ W | Memphis      | |
| 136   | St. Paul Avenue Historic District                           |                                                             | 1998 ID-Nr. 98001533                    | 751-53 bis 775-77 St. Paul Avenue und 558 Boyd Street 35° 7′ 59″ N, 90° 2′ 11″ W | Memphis      | Teil der Memphis MPS |
| 137   | St. Thomas Catholic Church and Convent                      | St. Thomas Catholic Church and Convent                      | 2005 ID-Nr. 05000185                    | 588 East Trigg Avenue 35° 6′ 52″ N, 90° 2′ 36″ W | Memphis      | Teil der MPS Religious Resources of Memphis |
| 138   | Scimitar Building                                           | Scimitar Building                                           | 1983 ID-Nr. 83003065                    | 179 Madison Avenue 35° 8′ 38″ N, 90° 3′ 0″ W | Memphis      | |
| 139   | Sculptures of Dionicio Rodriguez at Memorial Park Cemetery  | Sculptures of Dionicio Rodriguez at Memorial Park Cemetery  | 1991 ID-Nr. 90001867                    | 5668 Poplar Avenue 35° 6′ 30″ N, 89° 52′ 25″ W | Memphis      | |
| 140   | Second Congregational Church                                | Second Congregational Church                                | 1982 ID-Nr. 82004053                    | 764 Walker Avenue 35° 7′ 10″ N, 90° 2′ 11″ W | Memphis      | |
| 141   | Second Presbyterian Church                                  | Second Presbyterian Church                                  | 1979 ID-Nr. 79002478                    | 280 Hernando Street 35° 8′ 7″ N, 90° 3′ 4″ W | Memphis      | |
| 142   | Shadowlawn Historic District                                |                                                             | 1995 ID-Nr. 95000941                    | Abgegrenzt durch Shadowlawn Street, Wellington Street, South Parkway und Essex Street 35° 6′ 15″ N, 90° 2′ 50″ W                                                                          | Memphis      | |
| 143   | Shrine Building                                             | Shrine Building                                             | 1979 ID-Nr. 79002479                    | 66 Monroe Avenue 35° 8′ 40″ N, 90° 3′ 16″ W | Memphis      | |
| 144   | South Bluffs Warehouse Historic District                    |                                                             | 1987 ID-Nr. 87000453                    | Abgegrenzt durch South Front Street, Wagner Pl. und Tennessee Street zwischen Beale Street und Calhoun Avenue 35° 8′ 9″ N, 90° 3′ 36″ W                                                   | Memphis      | |
| 145   | South Main Street Historic District                         | South Main Street Historic District                         | 1982 ID-Nr. 82004054                    | Abgegrenzt durch South Main Street zwischen Webster and Linden Street sowie Mulberry Street zwischen Calhoun Avenue und Vance Avenue 35° 8′ 1″ N, 90° 3′ 28″ W                            | Memphis      | 1997 folgte die erste Erweiterung um das Gebäude 663 South Main Street (Ref.-Nr.:97000224). Die zweite Erweiterung um das Objekt 384 Mulberry Street erfolgte 1999 (Ref.-Nr.: 99000756) |
| 146   | South Parkway-Heiskell Farm Historic District               |                                                             | 1983 ID-Nr. 83003066                    | South Parkway East und East Parkway South 35° 6′ 47″ N, 89° 59′ 27″ W | Memphis      | |
| 147   | Southern Railway Industrial Historic District               |                                                             | 2007 ID-Nr. 07000361                    | Abgegrenzt durch Beale Street, Myrtle Street, die Gleise der früheren Southern Railway, Linden Street, Jessamine Street und Orleans Street 35° 8′ 14,4″ N, 90° 2′ 24″ W                   | Memphis      | |
| 148   | Southwestern at Memphis Historic District                   | Southwestern at Memphis Historic District                   | 1978 ID-Nr. 78002635                    | 2000 North Parkway 35° 9′ 13″ N, 89° 59′ 24″ W | Memphis      | |
| 149   | Southwestern at Memphis Sorority Row Historic District      |                                                             | 2006 ID-Nr. 06000583                    | 2000 North Parkway am Rhodes College 35° 9′ 24″ N, 89° 59′ 15″ W | Memphis      | |
| 150   | Speedway Terrace Historic District                          | Speedway Terrace Historic District                          | 1999 ID-Nr. 99000280                    | Abgegrenzt durch North Watkins Street, Snowden Street, North Bellevue Street und Forrest Avenue 35° 9′ 23″ N, 90° 1′ 4″ W                                                                 | Memphis      | Teil der MPS Residential Resources of Memphis |
| 151   | Squire’s Rest                                               | Squire’s Rest                                               | 2007 ID-Nr. 07000533                    | 8993 Barret Road 35° 22′ 19″ N, 89° 45′ 54″ W | Barretville  | |
| 152   | Steele Hall                                                 |                                                             | 1979 ID-Nr. 79002481                    | Campus des LeMoyne-Owen College 35° 7′ 9″ N, 90° 2′ 9″ W | Memphis      | |
| 153   | Sterick Building                                            | Sterick Building                                            | 1978 ID-Nr. 78002636                    | 8 North 3rd Street 35° 8′ 40″ N, 90° 2′ 59″ W | Memphis      | |
| 154   | Stonewall Place Historic District                           |                                                             | 1982 ID-Nr. 82004055                    | Stonewall Street zwischen Poplar Avenue und North Parkway 35° 8′ 52″ N, 90° 0′ 36″ W | Memphis      | |
| 155   | Strathmore Place Historic District                          | Strathmore Place Historic District                          | 1998 ID-Nr. 98001532                    | Abgegrenzt durch Strathmore Circle East, North, South sowie 280 und 292 East Parkway 35° 8′ 4″ N, 89° 58′ 51″ W                                                                           | Memphis      | Teil der Memphis MPS |
| 156   | Leslie M. Stratton YMCA                                     | Leslie M. Stratton YMCA                                     | 1983 ID-Nr. 83003067                    | 245 Madison Avenue 35° 8′ 36″ N, 90° 2′ 52″ W | Memphis      | |
| 157   | Sun Record Company, Memphis Recording Service               | Sun Record Company, Memphis Recording Service               | 2003 ID-Nr. 03001031                    | 706 Union Avenue 35° 8′ 21″ N, 90° 2′ 15″ W | Memphis      | |
| 158   | Tennessee Brewery                                           | Tennessee Brewery                                           | 1980 ID-Nr. 80004482                    | 477 Tennessee Street 35° 8′ 5″ N, 90° 3′ 39″ W | Memphis      | |
| 159   | Tennessee Club-Overall Goodbar Building                     | Tennessee Club-Overall Goodbar Building                     | 1982 ID-Nr. 82004056                    | 128-130 Court Avenue 35° 8′ 47″ N, 90° 3′ 4″ W | Memphis      | |
| 160   | Tennessee Trust Building                                    | Tennessee Trust Building                                    | 1982 ID-Nr. 82001732                    | 81 Madison Avenue 35° 8′ 42″ N, 90° 3′ 12″ W | Memphis      | |
| 161   | Third Addition to Jackson Terrace Historic District         |                                                             | 2001 ID-Nr. 01001260                    | Abgegrenzt durch Henry Avenue, Hardin Avenue, Atlantic Avenue und Crump Avenue 35° 9′ 46″ N, 89° 57′ 12″ W                                                                                | Memphis      | Teil der MPS Residential Resources of Memphis |
| 162   | John W. Thomas House                                        | John W. Thomas House                                        | 1991 ID-Nr. 91000312                    | 245 West Poplar Avenue 35° 2′ 43″ N, 89° 40′ 13″ W | Collierville | Teil der Collierville MPS |
| 163   | Toof Building                                               | Toof Building                                               | 1982 ID-Nr. 82004057                    | 195 Madison Avenue 35° 8′ 37″ N, 90° 2′ 58″ W | Memphis      | |
| 164   | John S. Toof House                                          | John S. Toof House                                          | 1982 ID-Nr. 82004058                    | 246 Adams Avenue 35° 8′ 49″ N, 90° 2′ 48″ W | Memphis      | |
| 165   | Tri State Iron Works                                        | Tri State Iron Works                                        | 1997 ID-Nr. 97000339                    | 61 Keel Avenue 35° 9′ 48″ N, 90° 2′ 47″ W | Memphis      | |
| 166   | Tri-State Bank                                              | Tri-State Bank                                              | 1971 ID-Nr. 71000836                    | 386 Beale Street 35° 8′ 22″ N, 90° 2′ 53″ W | Memphis      | |
| 167   | U.S. Marine Hospital Executive Building and Laundry-Kitchen | U.S. Marine Hospital Executive Building and Laundry-Kitchen | 1980 ID-Nr. 80003872                    | 360 und 374 West California Avenue 35° 7′ 25″ N, 90° 4′ 27″ W | Memphis      | |
| 168   | U.S. Post Office-Front Street Station                       | U.S. Post Office-Front Street Station                       | 1980 ID-Nr. 80003873                    | 1 North Front Street 35° 8′ 43″ N, 90° 3′ 16″ W | Memphis      | |
| 169   | Union Avenue Methodist Episcopal Church, South              |                                                             | 1987 ID-Nr. 87000399                    | 2117 Union Avenue 35° 7′ 52″ N, 89° 59′ 14″ W | Memphis      | |
| 170   | Universal Life Insurance Company                            | Universal Life Insurance Company                            | 2007 ID-Nr. 07000762                    | 480 Linden Avenue 35° 8′ 13″ N, 90° 2′ 44″ W | Memphis      | |
| 171   | Victorian Village District                                  | Victorian Village District                                  | 1972 ID-Nr. 72001253                    | Adams Street und Jefferson Street 35° 8′ 42″ N, 90° 2′ 20″ W | Memphis      | |
| 172   | Vollintine Evergreen Avalon Historic District               |                                                             | 1997 ID-Nr. 97000476                    | Abgegrenzt durch Stonewall Street, Vollintine Street, Evergreen Street und Cypress Creek 35° 9′ 57″ N, 90° 0′ 14″ W                                                                       | Memphis      | |
| 173   | Vollintine Evergreen Historic District                      |                                                             | 1996 ID-Nr. 96000410                    | Abgegrenzt durch Watkins Street, Vollintine Avenue, Faxon Avenue, Jackson Avenue und University Street 35° 9′ 26″ N, 90° 0′ 35″ W                                                         | Memphis      | |
| 174   | Vollintine Evergreen North Historic District                | Vollintine Evergreen North Historic District                | 1997 ID-Nr. 97000475                    | Abgegrenzt durch Mclean Boulevard, Vollintine Avenue, University Street und Rainbow Circle 35° 9′ 52″ N, 89° 59′ 35″ W                                                                    | Memphis      | |
| 175   | Vollintine Hills Historic District                          |                                                             | 2007 ID-Nr. 07000684                    | Abgegrenzt durch Vollintine Street, Brown Street, McLean Street und Evergreen Street 35° 9′ 52,9″ N, 89° 59′ 56″ W                                                                        | Memphis      | Teil der Memphis MPS |
| 176   | Wells School                                                |                                                             | 1995 ID-Nr. 95000292                    | 4140 Collierville-Arlington Rd. 35° 14′ 20″ N, 89° 38′ 58″ W | Memphis      | |
| 177   | Wells-Arrington Historic District                           |                                                             | 1999 ID-Nr. 99000463                    | 563-610 Arrington Avenue und 556-601 Wells Avenue 35° 10′ 23″ N, 90° 2′ 18″ W | Memphis      | Teil der MPS Residential Resources of Memphis |
| 178   | Zion Cemetery                                               | Zion Cemetery                                               | 1990 ID-Nr. 90000301                    | South Parkway East Ecke Pillow Street 35° 6′ 39″ N, 90° 0′ 51″ W | Memphis      | |

## Frühere Einträge
Dreizehn vormals gelistete Objekte sind inzwischen aus dem Register gestrichen worden:
| [ 2 ] | Name                                                        | Bild                  | Eintragsdatum        | Lage | Ort     | Beschreibung                                                                   |
| ----- | ----------------------------------------------------------- | --------------------- | -------------------- | --- | ------- | ------------------------------------------------------------------------------ |
| 1     | First Methodist Church                                      |                       | 2007 ID-Nr. 76001804 | 204 North 2nd Street 35° 7′ 36,7″ N, 89° 55′ 31,2″ W                                                                                 | Memphis |                                                                                |
| 2     | Gartly-Ramsay Hospital                                      |                       | 2007 ID-Nr. 84003700 | 696 Jackson Avenue 35° 9′ 0,1″ N, 90° 2′ 56,7″ W                                                                                     | Memphis |                                                                                |
| 3     | Guthrie Elementary School                                   |                       | 2007 ID-Nr. 82004043 | 951 Chelsea Avenue 35° 10′ 2,3″ N, 90° 1′ 30,4″ W                                                                                    | Memphis |                                                                                |
| 4     | A. B. Hill Elementary School                                |                       | 2007 ID-Nr. 82004044 | 1372 Latham Street 35° 10′ 2,9″ N, 90° 1′ 31,7″ W                                                                                    | Memphis |                                                                                |
| 5     | Lauderdale Walker Elementary School                         |                       | 2007 ID-Nr. 82004046 | 995 South Lauderdale Street 35° 6′ 35,4″ N, 90° 3′ 7,4″ W                                                                            | Memphis |                                                                                |
| 6     | Libertyland Grand Carousel                                  |                       | 1980 ID-Nr. 80003865 | Freizeitpark Libertyland 35° 7′ 8″ N, 89° 59′ 1″ W                                                                                   | Memphis | Im Jahr 2009 aus dem Register gestrichen                                       |
| 7     | Linden Station and Reichman-Crosby Warehouse                |                       | 2007 ID-Nr. 78002634 | 245, 281, 291 Wagner Place 34° 55′ 11″ N, 89° 16′ 49,4″ W                                                                            | Memphis |                                                                                |
| 8     | Maury Elementary School                                     |                       | 2007 ID-Nr. 82004047 | 272 North Bellevue Boulevard 35° 8′ 20,3″ N, 90° 3′ 30,7″ W                                                                          | Memphis |                                                                                |
| 9     | Memphis Street Railway Company Office and Streetcar Complex |                       | 2007 ID-Nr. 82004048 | 821 Beale St 35° 8′ 48,4″ N, 90° 1′ 14,5″ W                                                                                          | Memphis |                                                                                |
| 10    | Pippin Roller Coaster                                       | Pippin Roller Coaster | 2007 ID-Nr. 07001166 | Mid-South Fairgrounds zwischen East Parkway, Central Avenue, Southern Avesnue und Early Maxwell Boulevard 35° 7′ 8″ N, 89° 58′ 53″ W | Memphis | Die hölzerne Achterbahn wurde 2011 an einen Freizeitpark in Wisconsin verkauft |
| 11    | Leroy Pope Elementary School                                |                       | 2007 ID-Nr. 82005387 | 190 Chelsea Avenue 35° 9′ 49,3″ N, 90° 2′ 30,4″ W                                                                                    | Memphis |                                                                                |
| 12    | Clarence Saunders Estate                                    |                       | 2002 ID-Nr. 89001969 | 5922 Quince 35° 5′ 20,6″ N, 89° 51′ 56,8″ W                                                                                          | Memphis |                                                                                |
| 13    | Veterans Administration Hospital Complex, No. 88--Memphis   |                       | 2007 ID-Nr. 95001371 | 1025 East E. H. Crump Blvd 35° 5′ 20,6″ N, 89° 51′ 56,8″ W                                                                           | Memphis |                                                                                |